# Duba Stonska
Duba Stonska is een plaats in de gemeente Ston in de Kroatische provincie Dubrovnik-Neretva. De plaats telt 40 inwoners (2001).